# Figli di Annibale (EP)
Figli di Annibale è il primo EP del gruppo musicale italiano Almamegretta, registrato e mixato dal 15 al 19 settembre 1992 al Telecinesound studio di Roma, pubblicato nel 1993 dalla Anagrumba/CNI e distribuito dalla BMG Ariola.

## Tracce
Testi e musiche di Giovanni Mantice, Raiz.
1. Figli di Annibale – 4:52
2. Sanghe e anema – 4:43
3. 'O bbuono e 'o malamente – 4:45
4. Pace – 4:42